# Ozicrypta etna
Ozicrypta etna is een spinnensoort uit de familie Barychelidae. De soort komt voor in Queensland.